# GC Mb
Die Baureihe GC Mb sind Güterzuglokomotiven des schwedischen Eisenbahnverkehrsunternehmens Green Cargo.

## Geschichte
Nach dem 2015 durchgeführten Test einer Lokomotive in Schweden bestellte Green Cargo 2017 zwei Lokomotiven der Serie Softronic Transmontana des rumänischen Fahrzeugherstellers Softronic in Craiova. Softronic wurde 1999 gegründet und beschäftigte sich anfangs hauptsächlich mit dem Umbau und der Modernisierung älterer Lokomotiven. 2008 startete Softronic seine eigene Produktion, die 2010 neben anderen in eine neue sechsachsige Lokomotive mit der Bezeichnung Transmontana mündete. Lokomotiven dieses Typs wurde zuvor an DB Schenker Rail Romania SRL und die ungarische CER Cargo verkauft.
Green Cargo hatte seit der Abstellung oder dem Verkauf der letzten GC Ma (I) und GC Ma (II) zwischen 2012 und 2014 keine eigenen sechsachsigen Lokomotiven mehr im Bestand. Die Transmontana-Lok erhält die Baureihenbezeichnung Mb.
Für Bau und Überführung hatten die Lokomotiven von der Herstellerfirma die Baubezeichnung LEMA 032 und 033 und die UIC-Nr. 91 53 0 480 032-8 und 91 53 0 480 033-6 erhalten.
Im April 2018 beschloss Green Cargo, weitere sechs Transmontana-Lokomotiven zu bestellen. Die ersten beiden Serienlokomotiven 4001 und 4002 kamen am 5. Juli 2018 in Trelleborg an, die restlichen sechs wurden 2019 ausgeliefert. Bis Ende 2021 sollen weitere acht Lokomotiven folgen.
Im Oktober 2020 wurde ein Rahmenvertrag über die Lieferung von insgesamt 100 Lokomotiven dieses Typs abgeschlossen. Jährlich können zehn Lokomotiven abgerufen werden.
Aus diesem Rahmenvertrag wurden zur Lieferung im Jahre 2022 zwei Exemplare bestellt.

## Technische Daten
Mit einer Leistung von 6000 kW kann die Lokomotive Güterzüge bis zu 3000 Tonnen befördern. Sie sind damit fast doppelt so stark wie die Rc-Lokomotiven von Green Cargo, die mit 3600 kW ein Zuggewicht von 1600 Tonnen bewältigen können. So kann eine Mb-Lokomotive zwei mit Mehrfachtraktion verbundene Rc4-Lokomotiven ersetzen.
Die Lokomotiven können sowohl mit 25 kV 50 Hz als auch 15 kV 16,7 Hz betrieben werden und können, falls erforderlich, in Dänemark eingesetzt werden, wenn die notwendigen Sicherheitssysteme installiert sind. Sie verfügen über Nutzbremsen, die die Topografie der Strecken berücksichtigen, um das Fahren so energieeffizient wie möglich zu gestalten.
Die sechs 2021 gelieferten Lokomotiven, 4011–4016, wurden mit ETCS ausgestattet. Da die ersten gelieferten Lokomotiven noch nicht damit ausgerüstet sind, werden diese Lokomotiven im „Slave“-System als zweite Traktionslokomotive eingesetzt. Für die Baureihe hat Green Cargo eine Zulassung für Norwegen beantragt, um gemietete Lokomotiven zu ersetzen.

## Namen
Die Lokomotiven erhalten die Namen von schwedischen Wasserfällen:
- 001: Njupeskär
- 002: Tännforsen
- 003: Sjöfallet
- 004: Silverfallet
- 005: Stalpet
- 006: Älgafallet
- 007: Ristafallet
- 008: Hallamölla

## Einsatz
Mit den Ende 2021 vorhandenen 16 Lokomotiven kann Green Cargo alle schweren Stahlzüge für SSAB von Luleå und von Oxelösund nach Borlänge befördern.